# Прісцилла Тайлер
Елізабет Прісцілла Купер Тайлер (англ. Elizabeth Priscilla Cooper Tyler; 14 червня 1816 — 29 грудня 1889) — офіційна господиня Білого дому та Перша леді США з 10 вересня 1842 по 26 червня 1844. Невістка Джона Тайлера, десятого президента США.

## Ранні роки
Прісцилла Купер народилася в Нью-Йорку в 1816 році. Її батько, Томас Апторп Купер, був успішним театральним актором і продюсером. Її мати, Мері Ферлі Купер, була світською особою Нью-Йорка. Дід Прісцилли по материнській лінії, Джеймс Ферлі (1757—1830), був ветераном Війни за незалежність США.
Прісцилла почала працювати акторкою в 17 років. Її батько досягнув значного успіху в театральному бізнесі, і вони жили у великому будинку на Бродвеї. Доля родини змінилася під час паніки 1837 року. Сім'я втратила будинок і в якийсь момент була змушена харчуватися редькою й полуницею. 
Граючи Дездемону у постановці «Отелло» в Річмонді, штат Вірджинія, Прісцилла познайомилася з Робертом Тайлером, старшим сином багатого власника плантації та колишнього сенатора США Джона Тайлера. Разом у них буде 8 дітей.
У Вікторіанській Америці акторство вважалося скандальною професією й акторки мали незначний соціальний статус. Додавання фінансових проблем родини, здавалося, зробило будь-який збіг між ними малоймовірним. Проте попри соціальні відмінності пара одружилася в Брістолі, штат Пенсільванія, 12 вересня 1839 року. Після шлюбу Прісцилла переїхала до Вільямсбурга, штат Вірджинія, щоб жити з родиною чоловіка. Джон і Летиція Тайлер тепло прийняли її в родині. Прісцилла зблизилася з тестем, і їхня любов швидко зросла. Він навіть дозволив Прісциллі відкрити рахунок у кожному магазині Вільямсбурга.
Тесть Прісцилли Джон Тайлер був успішним кандидатом на пост віцепрезидента США на виборах 1840 року. Після раптової смерті президента Вільяма Генрі Гаррісона лише через місяць після вступу на посаду він став президентом.

## Господиня Білого дому
На час, чоли Джон Тайлер вступив на посаду президента, його дружина Летиція була важко хвора. Президент попросив Прісциллу допомогти йому в якості господині Білого дому. 
Прісциллу описували як екстравертну, привабливу, розумну та дотепну. Вона була першою жінкою, яка виконувала обов'язки першої леді, яка подорожувала з президентом як офіційна членкиня президентської партії, супроводжуючи Джона Тайлера до Бостона на освячення пам'ятника Банкер-Гілл у червні 1843 року. 
Статус Прісцилли як «довіреної» господині відображав ширшу тенденцію в довоєнні роки, коли молодші членкині сім'ї замінювали дружин президентів. 
Марта Джефферсон Рендольф створила прецедент, коли час від часу виступала господинею свого овдовілого батька Томаса Джефферсона. Емілі Донельсон, дружина племінника Ендрю Джексона, була господинею під час адміністрації Джексона. Анжеліка Сінглтон Ван Бюрен, невістка наступника Джексона, вдівця Мартіна Ван Бюрена, була офіційною господинею з 1837-41. Мері Тейлор, дочка президента Закарі Тейлора, стала офіційною господинею замість своєї хворої матері, як і Мері Ебігейл Філмор, яка служила на цій посаді у свого батька Мілларда Філмора. Нарешті, Гаррієт Лейн, племінниця Джеймса Бьюкенена, виступила господинею єдиного президента-холостяка в історії Америки.
Прісцилла з чоловіком переїхали до Філадельфії в березні 1844, залишивши дочку Летицію Тайлер-Семпл як довірену першу леді. Президент Тайлер одружився вдруге 26 червня 1844 року, і його нова дружина президента Джулія Тайлер стала господинею Білого дому. 

## Пізніші роки
Тайлери проживали у Філадельфії 16 років. Чоловік займався адвокатською практикою і був активним членом Демократичної партії. 
Коли в 1861 році почалася Громадянська війна в США, пара оголосила про вірність Конфедерації. Вони переїхали до Річмонда, де чоловік зайняв посаду реєстру казначейства Конфедерації. Тесть Прісцилли помер у 1862 році.
Після війни її чоловік став редактором газети Mail and Advertiser в Монтгомері, штат Алабама. Прісцилла залишилася в Монтгомері після його смерті в 1877 році. Там вона прожила ще 12 років і померла. 
Особисті документи сім'ї Тайлер, у тому числі Прісцилли Купер Тайлер, зберігаються в Дослідницькому центрі спеціальних колекцій при коледжі Вільяма і Мері.